# Hal Holbrook
Pour les articles homonymes, voir Holbrook.
Hal Holbrook est un acteur, réalisateur et scénariste américain, né le 17 février 1925 à Cleveland, dans l'Ohio (États-Unis), et mort le 23 janvier 2021 à Beverly Hills, en Californie (États-Unis).

## Biographie

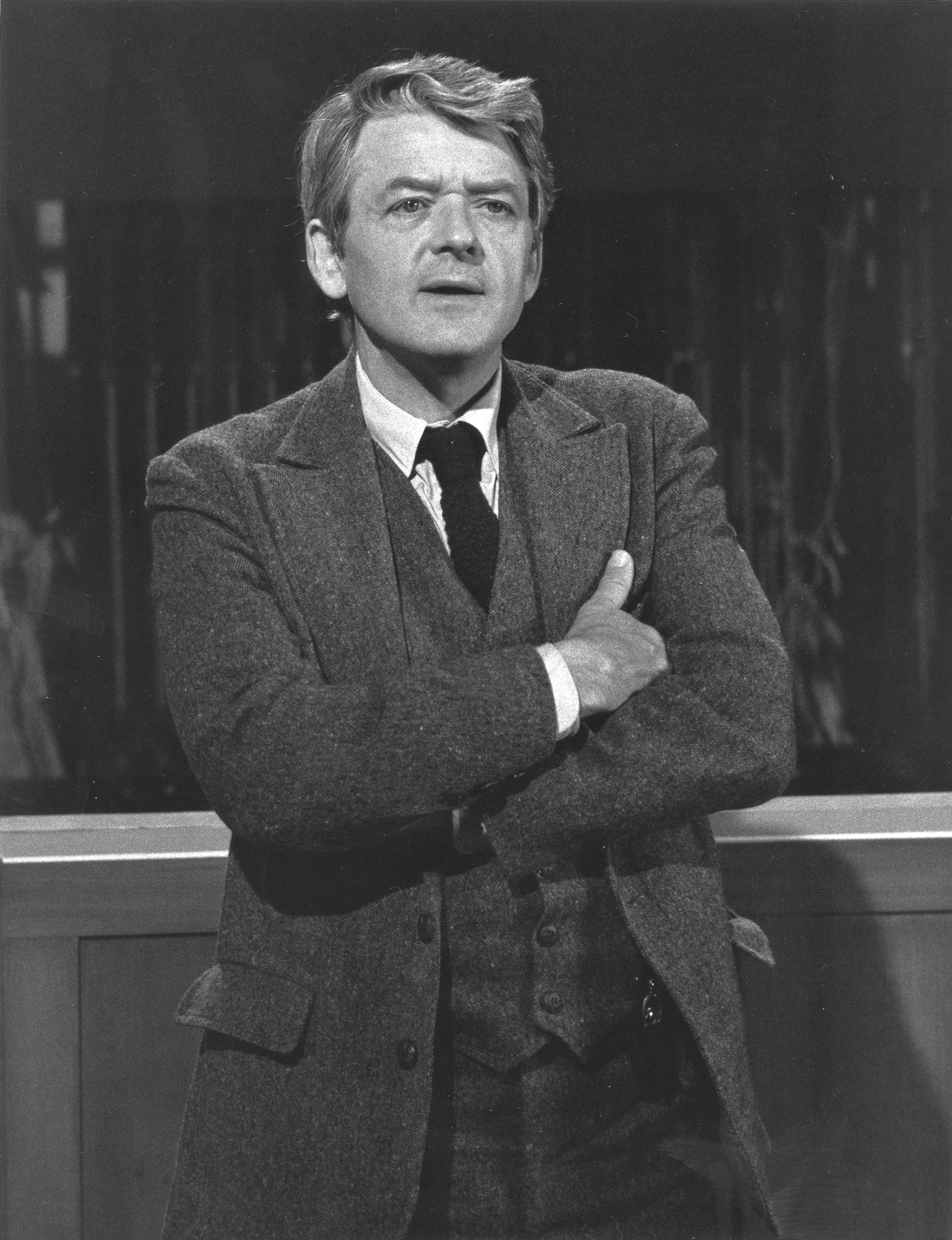
Hal Holbrook sur scène en 1977.

Hal Holbrook est né le 17 février 1925 à Cleveland. Il commence sa carrière d'acteur sur les planches de Broadway dans les années 1950 et 1960. Il apparaît pour la première fois sur le grand écran en 1966 dans le drame Le Groupe de Sidney Lumet. Alternant régulièrement entre le cinéma et la télévision, Hal Holbrook se spécialise dans les rôles contemporains de représentants de la loi ou de la société civile, ou dans les compositions de hors-la-loi.
En 2008, il est nommé — à 82 ans, ce qui est un record — à l'Oscar du meilleur acteur dans un second rôle pour son interprétation du vieil homme qui se prend d'affection pour le jeune héros anti-conformiste d'Into the Wild de Sean Penn. Cela fait de lui l'acteur le plus âgé jamais nommé aux Oscars.
Il meurt le 23 janvier 2021, à l'âge de 95 ans.

## Filmographie

### Cinéma
- 1966 : Le Groupe (The Group) de Sidney Lumet : Gus Leroy
- 1968 : Les Troupes de la colère (Wild in the Streets) de Barry Shear : le sénateur Johnny Fergus
- 1970 :
  - The People Next Door de David Greene : David Hoffman
  - L'Insurgé (The Great White Hope) de Martin Ritt : Al Cameron
- 1972 : Ils ne tuent que leurs maîtres (They Only Kill Their Masters) de James Goldstone : Dr Warren Watkins, DVM
- 1973 :
  - Jonathan Livingston le goéland (Jonathan Livingston Seagull) de Hall Bartlett : The Elder (voix)
  - Magnum Force de Ted Post : Lt. Neil Briggs
- 1974 : The Girl from Petrovka de Robert Ellis Miller : Joe
- 1976 :
  - Les Hommes du président (All the President's Men) de Alan J. Pakula : Deep Throat
  - La Bataille de Midway (Midway) de Jack Smight : Cmdr. Joseph Rochefort
- 1977 :
  - Ils étaient cinq (Rituals) de Peter Carter : Harry
  - Julia de Fred Zinnemann : Alan Campbell
- 1978 : Capricorn One de Peter Hyams : Dr James Kelloway
- 1979 : Natural Enemies de Jeff Kanew : Paul Steward
- 1980 :
  - Fog (The Fog) de John Carpenter : Father Robert Malone
  - L'Enlèvement du président (The Kidnapping of the President) de George Mendeluk : President Adam Scott
- 1982 : Creepshow de George A. Romero : Professor Henry Northrup (segment The Crate)
- 1983 : La Nuit des juges (The Star Chamber) de Peter Hyams : Judge Benjamin Caulfield
- 1984 : Girls Nite Out de Robert Deubel : Jim MacVey
- 1987 : Wall Street de Oliver Stone : Lou Mannheim
- 1988 : L'Ange des ténèbres (The Unholy) de Camilo Vila : Archbishop Mosely
- 1989 : Autant en emporte Fletch ! (Fletch Lives) de Michael Ritchie : Hamilton "Ham" Johnson
- 1993 : La Firme (The Firm) de Sydney Pollack : Oliver Lambert
- 1996 : État de force de Bruno Barreto : Doctor Evans
- 1997 :
  - Danny, le chat superstar (Cats Don't Dance) : Cranston (voix)
  - Hercule (Hercules) : Amphitryon; Hercules Foster Father (voix)
  - Opération Delta Force (Operation Delta Force) de Sam Firstenberg : Henshaw
  - Eye of God de Tim Blake Nelson : Sheriff Rogers
- 1998 :
  - Du venin dans les veines (Hush) de Jonathan Darby : Dr Franklin Hill
  - Walking to the Waterline : Man on the Beachde Matt Mulhern
  - Judas Kiss de Sebastian Gutierrez : Senator Rupert Hornbeck
  - Rusty, chien détective (Rusty : A Dog's Tale) : Boyd Callahan
- 1999 :
  - The Florentine de Nick Stagliano : Smitty
  - Le Célibataire (The Bachelor) de Gary Sinyor : Roy O'Dell
- 2000 :
  - Le Fantôme de Sarah Williams (Waking the Dead) de

Keith Gordon : Isaac Green
- - Les Chemins de la dignité (Men of Honor) de George Tillman Jr. : Mr. Pappy (Captain 'Mr. Pappy')
  - Les Aventures extraordinaires du Père Noël (The Life & Adventures of Santa Claus) (vidéo) : Ak, Master Woodsman of the World (voix)
- 2001 : The Majestic de Frank Darabont : Congressman Doyle
- 2002 : Risque-tout (Purpose) de Alan Ari Lazar : Tom Walker
- 2003 : Les Maîtres du jeu (Shade) de Damian Nieman : The Professor
- 2007 : Into The Wild de  Sean Penn : Ron Franz
- 2008 : Killshot de John Madden : Papa
- 2009 : That Evening Sun : Abner Meecham
- 2011 :
  - Good Day for It : Hec
  - De l'eau pour les éléphants (Water for Elephants) de Francis Lawrence : Jacob Jankowski âgé
- 2012 :
  - Lincoln de Steven Spielberg : Francis Preston Blair, Sr.
  - Promised Land de Gus Van Sant : Frank Yates
- 2013 : Savannah d'Annette Haywood-Carter : Juge Harden
- 2014 : Planes 2 : Mayday (voix)
- 2015 : Viens avec moi (Go with Me) de Daniel Alfredson : Whizzer

### Télévision
- 1954 : The Brighter Day (série TV) : Grayling Dennis (1954-1959)
- 1966 : La Ménagerie de verre (The Glass Menagerie) (TV) : Tom Wingfield
- 1967 : Mark Twain Tonight! (en) (TV) : Mark Twain (Samuel Langhorne Clemens)
- 1969 : The Whole World Is Watching (TV) : Chancellor Graham
- 1970 : A Clear and Present Danger (TV) : Hays Stowe
- 1970 : Wacky Zoo of Morgan City (TV) : Mitch Collins
- 1970 : The Bold Ones: The Senator (série TV) : Hays Stowe (1970-1971)
- 1971 : Travis Logan, D.A. (TV) : Matthew Sand
- 1971 : Suddenly Single (TV) : Larry Hackett
- 1971 : Goodbye, Raggedy Ann (TV) : Harlan Webb
- 1972 : That Certain Summer (TV) : Doug Salter
- 1973 : Pueblo (TV) : Capt. Lloyd Bucher
- 1975 : Lincoln (feuilleton TV) : Abraham Lincoln
- 1977 : Secret Service (TV) : Host
- 1977 : Our Town (TV) : Stage manager
- 1978 : Tartuffe (TV) : Host
- 1978 : The Awakening Land (feuilleton TV) : Portius Wheeler - The Solitary
- 1979 : Murder by Natural Causes (TV) : Arthur Sinclair
- 1979 : The Legend of the Golden Gun (en) (TV) : J.R. Swackhammer
- 1979 : When Hell Was in Session (TV) : Cmdr. Jeremiah A. Denton
- 1980 : Off the Minnesota Strip (TV) : Bud Johansen
- 1980 : Omnibus (série TV) : Host
- 1981 : The Killing of Randy Webster (TV) : John Webster
- 1984 : Celebrity (feuilleton TV) : D.A. Calvin Sledge
- 1984 : George Washington (en) (feuilleton TV) : John Adams
- 1984 : The Three Wishes of Billy Grier (TV) : Grandpa Grier
- 1985 : Nord et Sud (North and South) (feuilleton TV) : Abraham Lincoln
- 1985 : En territoire ennemi (Behind Enemy Lines) (TV) : Col. Calvin Turner
- 1986 : État de crise (Under Siege) (TV) : President Maxwell Monroe
- 1986 : Dress Gray (en) de Glenn Jordan (Téléfilm) : Gen. Charles Hedges
- 1986 : Nord et Sud 2 (feuilleton TV) : Abraham Lincoln
- 1987 : Plaza Suite (TV) : Sam Nash

- 1988 : The Fortunate Pilgrim (feuilleton TV) : Dr Andrew McKaig
- 1988 : Emma: Queen of the South Seas (feuilleton TV) : Jonas Coe
- 1988 : I'll Be Home for Christmas (TV)
- 1989 : Day One (TV) : Gen. George Marshall
- 1989 : Sorry, Wrong Number (TV) : Jim Coltrane
- 1990 : A Killing in a Small Town (TV) : Dr Beardsley
- 1993 : Le Triomphe de l'amour (Bonds of Love) (TV) : Jim Smith
- 1994 : A Perry Mason Mystery: The Case of the Lethal Lifestyle (TV) : William McKenzie
- 1994 : A Perry Mason Mystery: The Case of the Grimacing Governor (TV) : Wild Bill McKenzie
- 1995 : A Perry Mason Mystery: The Case of the Jealous Jokester (TV) : Wild Bill McKenzie
- 1995 : She Stood Alone: The Tailhook Scandal (TV) : Adm. Kelso
- 1996 : Erreur judiciaire (Innocent Victims) (TV) : Bob Hennis
- 1996 : The Battle of the Alamo (TV) : Narrator
- 1996 : America on Wheels (TV) : Narrator
- 1997 : Le Loup et le raven (All the Winters That Have Been) (TV) : Uncle Ren Corvin
- 1997 : The Third Twin (TV) : Pete
- 1998 : My Own Country (TV) : Lloyd Flanders
- 1998 : The Mighty Mississippi (feuilleton TV) : Host
- 1998 : La Beauté de l'âme (Beauty) (TV) : Alexander Miller
- 1999 : A Place Apart (TV) : Narrator
- 2001 : À la Maison-Blanche (TV) : Albie Duncan 1 épisode
- 2001 : The Legend of the Three Trees (TV) : Narrator (voix)
- 2001 : Haven (TV) : Harold L. Ickes
- 2002 : À la Maison-Blanche (série TV, 1 épisode) : Albie Duncan
- 2002 : Seventh Day (Documentaire) : Lui-même
- 2003 : The Street Lawyer (TV) : Senior partner
- 2005 : The Cultivated Life: Thomas Jefferson and Wine (TV) : Narrator (voix)
- 2006 : Les Soprano (série TV, un épisode) : John Schwinn
- 2006 : NCIS : Enquêtes spéciales (série TV) : Mickey Stokes
- 2008 : Urgences (série TV) : Walter Perkins
- 2010 : Sons of Anarchy (série TV) : Nate Madock
- 2010 : The Event (série TV) : James Dempsey
- 2013 : Rectify (série TV) : Rutherford Gaines
- 2013 : Monday Mornings (série TV) : Dr Arvin Wayne
- 2014 : Sons of Anarchy : Nate
- 2017 : Bones (série TV) : Red Hudmore
- 2017 : Grey's Anatomy (série TV) : Dr Lewis Klatch (saison 13, épisode 17)
- 2017 : Hawaii 5-0 (série TV) : Leonard Patterson

### Scénariste
- 1967 : Mark Twain Tonight! (en) (TV)